# Piranga roseogularis
Piranga roseogularis là một loài chim trong họ Cardinalidae. Đây là loài đặc hữu bán đảo Yucatán ở Trung Mỹ, chúng sinh sống ở Belize, Guatemala, và Mexico. Chim trống có bộ lông màu hơi xám với lông họng và lông chỏm đầu màu hồm sậm, còn chim mái tương tự nhưng có lông chỏm đầu và lông cổ màu vàng.